# Pornografie gay
Pornografia gay (în engleză Gay pornography; prescurtat Gay porn) este reprezentarea activității sexuale între bărbați. Scopul său principal este stimularea sexuală a publicului.
Arta și artefactele homoerotice au o istorie îndelungată, datând din antichitatea greacă. De-a lungul timpului, toate mediile de înregistrare disponibile au fost folosite pentru a reprezenta și acte sexuale între bărbați. Cu toate acestea, pornografia homosexuală în mass-media contemporană este concentrată, în principal, pe realizarea de casete video (inclusiv DVD-uri), transmisiuni prin cablu, și imagini sau filme accesibile pe internet. 
Pornografia a devenit din ce în ce mai răspândită, reprezentând, din 2009 încoace, o industrie de peste 13 miliarde de dolari în Statele Unite; în același an, la nivel global, consumatorii au cheltuit, pe secundă, peste 3.000 de dolari pe pornografie. Piața gay este estimată la cinci până la zece procente din totalul pieței pentru adulți.

## Istorie
Homoerotismul a fost prezent în fotografie și film încă de la inventarea acestora. În cea mai mare parte a acestui timp, orice reprezentare sexuală trebuia să rămână clandestină din cauza legilor privind obscenitatea. Materialele gay puteau constitui dovada unui act ilegal în temeiul legilor privind sodomia în multe jurisdicții. Acest lucru nu mai este valabil în Statele Unite, deoarece astfel de legi au fost declarate neconstituționale de către Curtea Supremă în 2003, în procesul Lawrence vs. Texas.
Cu toate acestea, filmele pornografice hardcore au fost produse relativ devreme în istoria filmului. Primul film pornografic cunoscut pare să fi fost realizat în Europa în 1908. Cel mai vechi film cunoscut care a descris activitatea sexuală gay (și bisexuală) a fost filmul francez Le ménage moderne du Madame Butterfly, produs și lansat în 1920. Majoritatea istoricilor consideră că primul film hardcore american a fost A Free Ride, produs și lansat în 1915. Cu toate acestea, în Statele Unite, activitatea sexuală homosexuală hardcore nu a ajuns pe peliculă până în 1929, cu The Surprise of a Knight (Surpriza unui cavaler). Alte exemple americane includ A Stiff Game de la începutul anilor 1930, care prezintă acte homosexuale interrasiale ca parte a intrigii sale, și Three Comrades (anii 1950), care prezintă exclusiv activitate homosexuală.
Restricțiile legale au făcut ca pornografia gay timpurie să fie undergroud, disponibilă în comerț prin imagini cu bărbați dezbrăcați complet sau purtând lenjerie tanga. Pornografia din anii 1940 și 1950 se concentra pe bărbați atletici sau pe culturiști în ipostaze statuare. Aceștia erau, în general, tineri, musculoși și cu puțin păr corporal. Aceste imagini erau vândute în reviste de fitness, cunoscute și sub numele de reviste beefcake, permițând cititorului să pretindă că e un pasionat de sport.
Athletic Model Guild (AMG), fondat de fotograful Bob Mizer în 1945 în Los Angeles, a fost, fără îndoială, primul studio care a produs în scop comercial materiale destinate bărbaților homosexuali. A publicat în 1951 prima revistă gay cunoscută, sub numele de Physique Pictorial. Desenele lui Tom of Finland sunt prezentate în multe dintre numere. Mizer a produs aproximativ un milion de imagini și mii de filme și videoclipuri înainte de a muri, pe 12 mai 1992. La sfârșitul anilor 1960 și începutul anilor 1970, apariția camerelor de film de 16 mm le-a permis fotografilor să producă filme clandestine despre sexul gay, masturbarea masculină sau ambele. Vânzarea acestor produse se făcea fie prin corespondență, fie prin circuite mai discrete. Primii pornografi homosexuali călătoreau în jurul țării și își vindeau fotografiile și filmele prin camerele de hotel, făcându-și publicitate doar prin intermediul zvonurilor și al anunțurilor din reviste.
Anii '60 au fost o perioadă în care mulți regizori de filme artistice underground au integrat în lucrările lor conținuturi gay sugestive. Scorpio Rising (1963) al lui Kenneth Anger, Blow Job (1963) și My Hustler (1965) ale lui Andy Warhol, sau Flesh (1968) al lui Paul Morrissey sunt exemple de filme experimentale care au influențat filmele pornografice gay ulterioare prin calitățile lor narative. De asemenea, este de remarcat Joe Dallesandro, care a jucat în filme pornografice gay în jurul vârstei de 20 de ani. Acesta a pozat nud pentru Francesco Scavullo, Bruce of L.A. și Bob Mizer, iar mai târziu a jucat pentru Warhol în filme precum Flesh. În 1969, Time l-a numit unul dintre cei mai frumoși oameni ai anilor '60, iar în aprilie 1971 a apărut pe coperta revistei Rolling Stone. Dallesandro a apărut și pe coperta albumului de debut al trupei The Smiths, The Smiths.
În perioada 1970-1985, pornografia gay comercială abia se pregătea să devină marea industrie care este astăzi. Pentru că era la început, recruta actori din singura rețea la care avea acces: comunitatea gay. Chiar și în rândul membrilor comunității gay, persoanele dispuse să joace în pornografia gay erau greu de găsit din cauza stigmatului social și a riscului real de a se afișa public.
Filmele pentru homosexuali din anii '70 exploraseră modalități noi de a reprezenta actul sexual. În schimb, în anii 1980, toate filmele păreau să fie realizate în conformitate cu un set nescris de reguli și convenții. Cele mai multe scene începeau cu câteva rânduri de dialog, iar actorii se angajau în preludiu (felație), urmat de penetrarea anală, și se încheiau cu un prim-plan al penisurilor în ejaculare, numit money shot sau cum shot. Tehnologia video a permis înregistrarea unor scene mai lungi. Acestea erau adesea compuse din secvențe extinse ale aceluiași act, filmate din planuri diferite cu ajutorul mai multor camere. Calitatea imaginii și a sunetului era, de obicei, foarte slabă.

### Educație sexuală
Cercetările emergente au sugerat că pornografia este o posibilă sursă de educație sexuală și relațională. În absența unei educații incluzive privind relațiile între persoane de același sex în sursele tradiționale (de exemplu, școli, părinți, prieteni și mass-media tradițională), pornografia gay poate fi folosită de bărbații care fac sex cu bărbați ca sursă de informații despre intimitate, servind în același timp scopul său principal ca ajutor pentru masturbare. Contrar opiniilor populare conform cărora pornografia nu încapsulează intimitatea, un studiu recent a arătat că pornografia gay descrie atât intimitatea fizică, cât și cea verbală.

### Public
În august 2005, vedeta pentru adulți Jenna Jameson a lansat „Club Thrust”, un site web interactiv cu videoclipuri pornografice cu bărbați gay, care s-a dovedit a atrage și un public feminin. Benzile desenate Yaoi și ficțiunea slash sunt genuri care prezintă bărbați gay, dar scrise în principal de și pentru femei heterosexuale. Unele femei lesbiene și bisexuale sunt, de asemenea, fane ale pornografiei masculine. O analiză realizată de Mother Jones a constatat că Pakistanul este lider mondial în ceea ce privește căutările de pornografie gay pe internet.

## Filme notabile

### Anii '70
- Boys in the Sand (Wakefield Poole, 1971)
- The Back Row (Jerry Douglas, 1972)
- L.A. Plays Itself (Fred Halsted, 1972)
- Nights in Black Leather (Richard Abel și Peter Berlin, 1973)
- Falconhead (Michael Zen, 1977)
- Dune Buddies (Jack Deveau, 1978)
- New York City Inferno (Jacques Scandelari, 1978)
- The Other Side of Aspen
- The Working Man Trilogy

### Anii '80
- The Bigger The Better (Matt Sterling, 1984)
- Les Minets Sauvages (Jean-Daniel Cadinot, 1984)
- My Masters (Christopher Rage, 1986)
- Powertool (John Travis, 1986)
- Big Guns (William Higgins, 1988)
- Carnival in Rio (Kristen Bjorn, 1989)

### Anii '90
- Idol Eyes (Matt Sterling, 1990)
- More of a Man (Jerry Douglas, 1994)
- Flashpoint (John Rutherford, 1994)
- Frisky Summer 1–4 (George Duroy, 1995–2002)
- Flesh and Blood (Jerry Douglas, 1996)
- Naked Highway (Wash West, 1997)
- Three Brothers (Gino Colbert, 1998)
- Descent (Steven Scarborough, 1999)
- Skin Gang (Bruce LaBruce, 1999)
- Fallen Angel (Bruce Cam, 1997)

### Anii 2000
- DreamBoy (Max Lincoln, 2003)
- Michael Lucas' Dangerous Liaisons (Michael Lucas, 2005)
- Dawson's 20 Load Weekend (Paul Morris, 2004)
- Michael Lucas' La Dolce Vita (Michael Lucas, 2006)

## Listă de actori pornografici gay
- Aiden Shaw[11]
- Al Parker
- Armond Rizzo
- Adam Russo

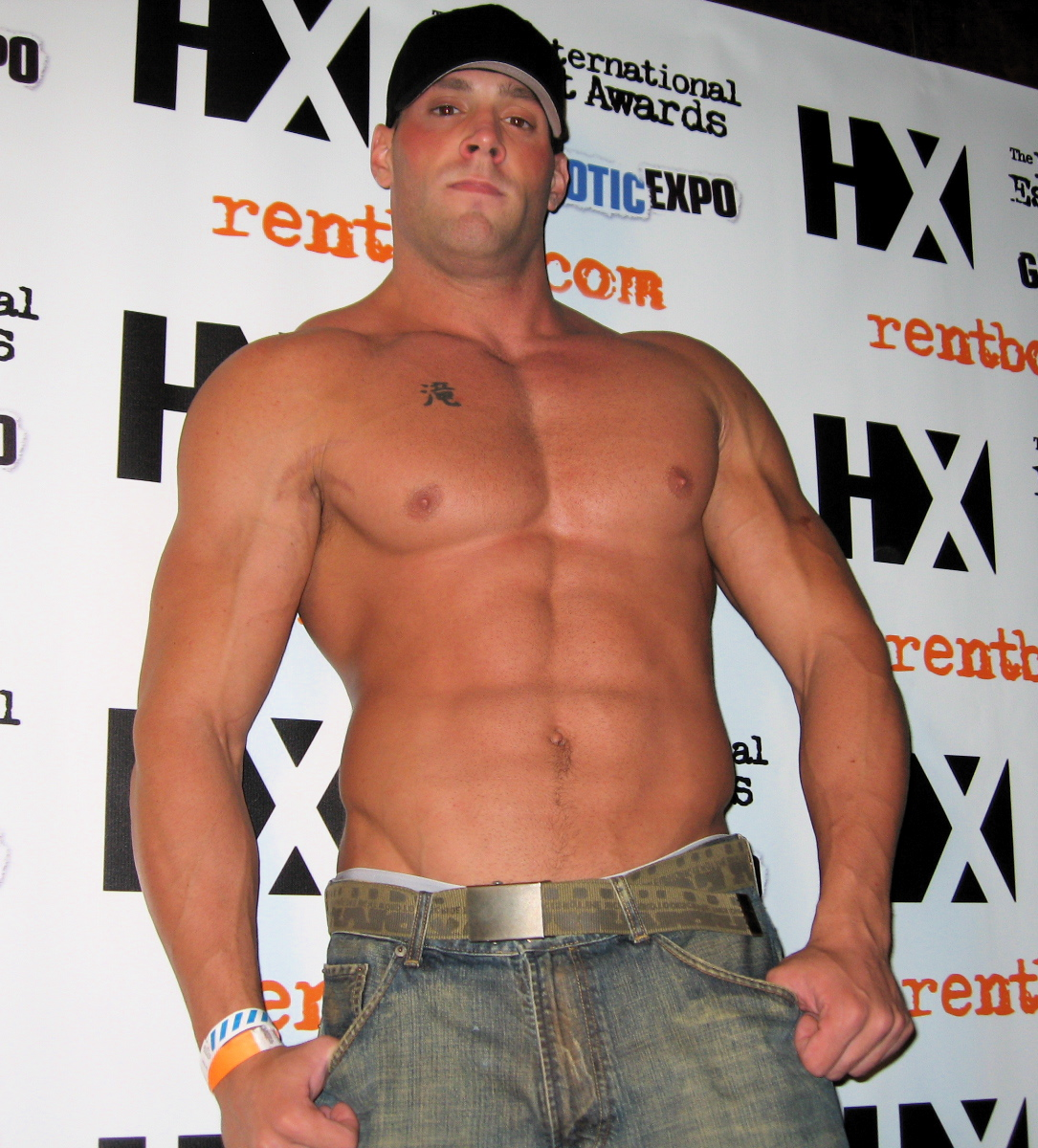
Erik Rhodes

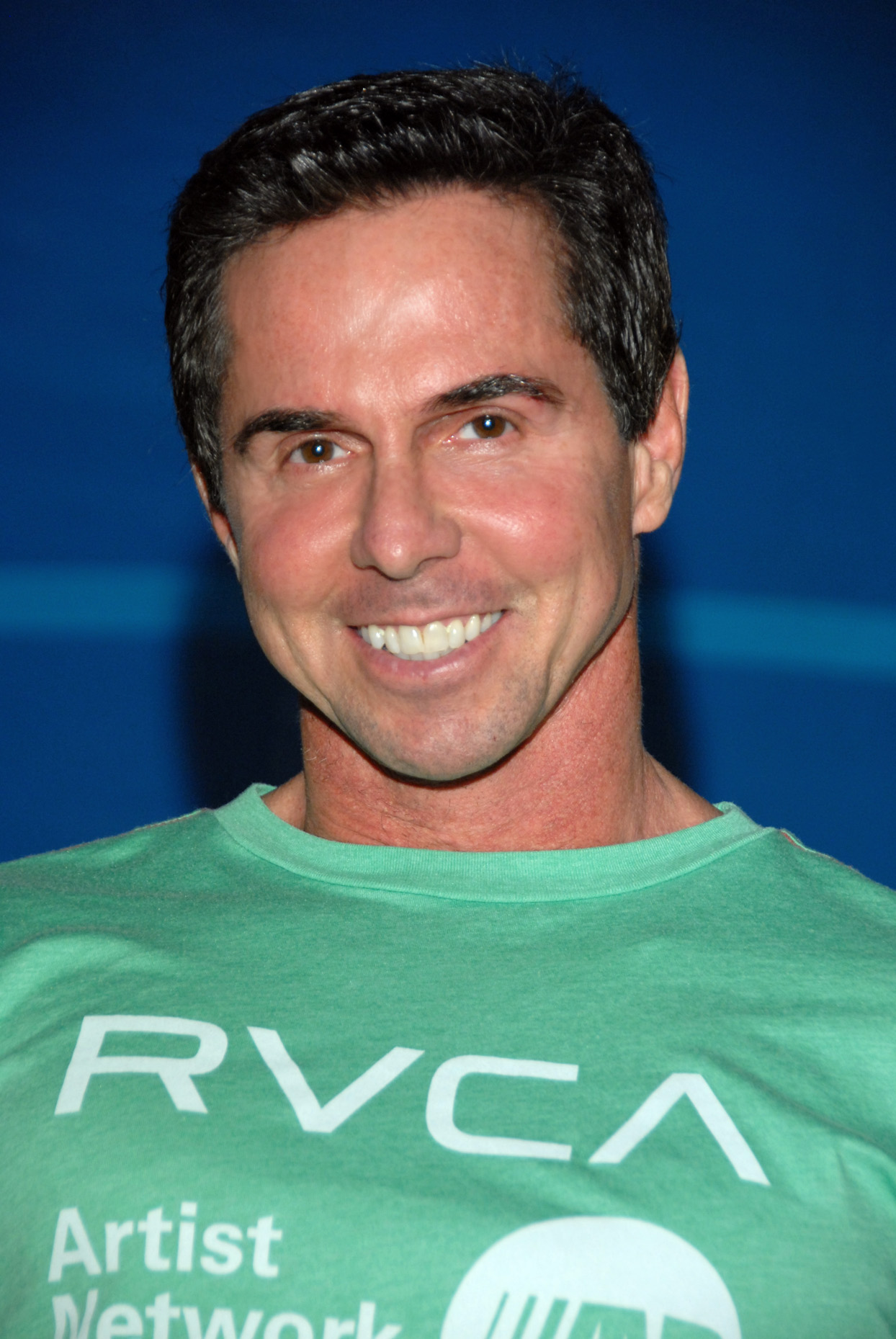
Peter North

- Bernard Natan - Actor pornografic român francez[12]
- Billy Herrington[13]
- Brent Corrigan[14]
- Bruce LaBruce[15]
- Carlo Masi
- Casey Donovan
- Chi Chi LaRue
- Chris Crocker[16]
- Christian Duffy[17]
- Colby Keller
- Cole Tucker
- Colton Ford
- Cutler X
- Erik Rhodes[18]
- Flex-Deon Blake
- François Sagat
- Gus Mattox
- Jack Mackenroth[19]
- Jack Radcliffe[20]
- Jack Wrangler
- Jackie Beat
- Jamie Gillis[21]
- Jeff Stryker[22][23]
- Joey Stefano
- Johnny Hazzard
- Josh Weston[24]
- Kazuhito Tadano[25][26]
- Ken Sprague
- Kurt Lockwood[27]
- Kurt Marshall
- Logan McCree[28]
- Matt Hughes (Danny D)[29]
- Matt Sanchez
- Michael Brandon
- Michael Lucas
- Myles Landon
- Paul Barresi
- Peter North[30][31]
- Rick Cassidy
- Ryan Driller[32]
- Scott O'Hara[33]
- Simon Rex
- Brittany CoxXx
- Thierry Schaffauser
- Tiger Tyson
- Will Clark[34]
- Zak Spears[35]

### Studiouri pornografice majore
- Bel Ami
- Cazzo Film
- Channel 1 Releasing
- Falcon Entertainment
- Hot House Entertainment
- Kristen Bjorn Productions
- Jet Set Men
- Lucas Entertainment
- Lucas Kazan Productions
- Raging Stallion Studios
- Sean Cody
- Titan Media